# Mark Tuitert
Mark Jan Hendrik Tuitert (ur. 4 kwietnia 1980 w Holten) – holenderski łyżwiarz szybki, trzykrotny medalista olimpijski i medalista mistrzostw świata oraz dwukrotny zdobywca Pucharu Świata.

## Kariera
Pierwszy sukces w karierze Mark Tuitert osiągnął w 1998 roku, kiedy podczas mistrzostw świata juniorów w Roseville zdobył srebrny medal w wieloboju. W tej samej kategorii wiekowej zdobył też złoty medal w wieloboju na mistrzostwach w Geithus rok później.
W 2004 roku wystartował na mistrzostwach świata na dystansach w Seulu, gdzie był drugi na dystansie 1500 m. W zawodach tych wyprzedził go jedynie Shani Davis z USA, a trzeci był kolejny Holender, Erben Wennemars. Podczas rozgrywanych w 2005 roku mistrzostw świata na dystansach w Inzell wspólne z Erbenem Wennemarsem i Carlem Verheijenem zwyciężył w biegu drużynowym, a indywidualnie był drugi na 1500 m, przegrywając tylko z Rune Stordalem z Norwegii.
Razem ze Svenem Kramerem, Rintje Ritsmą, Carlem Verheijenem i Erbenem Wennemarsem zdobył brązowy medal na igrzyskach olimpijskich w Turynie. Był to jego jedyny start na tej imprezie. Wynik ten Holendrzy z Tuitertem w składzie powtórzyli na igrzyskach w Vancouver w 2010 roku. Startowali w finale B, gdzie ustanowili nowy rekord olimpijski (3:39,95 min), poprawiając poprzedni o 2,27 s. W startach indywidualnych Tuitert wywalczył złoto na 1500 m oraz zajął piąte miejsce na 1000 m. Startował także na igrzyskach w Soczi cztery lata później, zajmując piąte miejsce na 1500 m i dziesiąte na 1000 m.
Wielokrotnie stawał na podium zawodów Pucharu Świata, odnosząc przy tym pięć zwycięstw. W sezonach 2003/2004 i 2004/2005 był pierwszy, a w sezonie 2007/2008 zajął trzecie miejsce w klasyfikacji końcowej na 1500 m. Ponadto w sezonie 2009/2010 był drugi w klasyfikacji PŚ na 1000 m. Wielokrotnie zdobywał medale mistrzostw Holandii, w tym złoty w wieloboju w 2006 roku.
Ustanowił dwa rekordy świata.